# Acraea aglaonice
Acraea aglaonice là một loài bướm ngày thuộc họ Nymphalidae. Nó được tìm thấy ở Zuland, Mozambique, Transvaal, Zimbabwe và Botswana.
Sải cánh dài 43–49 mm đối với con đực và 45–55 mm đối với con cái. Con trưởng thành bay quanh năm, đỉnh điểm vào đầu hè và thu. Có nhiều lứa trong năm.
Ấu trùng ăn Passiflora edulis và Passiflora incarnata.